# Атанас Попов (Борешница)
Вижте пояснителната страница за други личности с името Атанас Попов.
Атанас (Настас) Попов е български революционер, деец на Вътрешната македоно-одринска революционна организация.

## Биография
Попов е роден в 1871 година в леринското село Борешница, тогава в Османската империя, днес Палестра, Гърция. Получава основно образование. Влиза във ВМОРО в 1898 година. Участва в Илинденско-Преображенското въстание през лятото на 1903 година като войвода на малка чета от 14 души. След погрома на въстанието емигрира в САЩ. Връща се при избухването на Балканската война и участва в борбата срещу османските части.
След бомбен атентат в Лерин е арестуван в 1925 година, осъден на смърт и разстрелян заедно с Павел Мавчев и сина му Михаил Стефов край град Кожани.